# Arboreto Municipal de Kobe
El Arboreto Municipal de Kobe 神戸市立森林植物園, Kōbe-shiritsu shinrin shokubutsuen, también conocido como el Jardín Botánico del Bosque de la Ciudad de Kobe, es un jardín botánico y arboreto de 142.6 hectáreas de extensión localizado en el monte Maya en Kobe, Japón
Está administrado por el ayuntamiento de la ciudad de Kobe.
El código de reconocimiento internacional del Kōbe-shiritsu shinrin shokubutsuen como institución botánica (en el Botanical Gardens Conservation International - BGCI), así como las siglas de su herbario es KOBEM.

## Localización
En el Monte Maya, próximo a la ciudad de Kōbe en Japón. Está al lado del Parque Forestal Kabutoyama y próximo a los Monte Rokko y Monte Kabuto-yama.
Kōbe-shiritsu shinrin shokubutsuen 4-1 Nakaichiri-yama, Shimotanigami, Yammada-cho, Kita-ku, [Mt. Rokkō Kōbe-shi, Hyōgo-ken 182-0017, Honshu-jima Japón.
Planos y vistas satelitales.34°44′28″N 135°10′41″E / 34.74111, 135.17806
El arboreto se encuentra abierto todos los días excepto los miércoles.
Autobús gratuito de traslado de ida salida desde la estación Dai Kobe Electric Railway Kitasuzuran.
Sábado de fiesta, (los 33 minutos requeridos, ¥ 530) Viajes y Kobe sistema de autobuses municipal 25 de la estación de Sannomiya.
Sábado, domingo y días festivos de noviembre de ejecuciones programadas de autobús gratuito el "Bus ovejas" entre Kobe y el Rokko Ranch.

## Historia
El arboreto fue establecido en 1940

## Colecciones
El arboreto actualmente contiene aproximadamente 1.200 clases de árboles y de arbustos de Japón así como de otras partes de Asia, Australasia, Europa, y Norteamérica, con unas buenas colecciones de cerezos, coníferas, hydrangea, y rododendros.
Entre sus secciones se distinguen:
| - Bosque de Riga - Bosque de Brisbane - Bosque de Seattle - Bosque de Tianjin - Bosque de los recuerdos - Distrito de Europa. - Distrito de América del Norte. - Distrito bosque siempreverde latifoliado - Distrito de Asia - Distrito del norte de Japón - Distrito del bosque de coníferas de Japón. | - Estanque Hase - Jardín de Sakura. - Jardín de Rhododendron Y Azaleas - Jardín de Hydrangeas - Jardín de exposición. - Flores y árboles de jardín - Bosque de las aves silvestres - Bosque del aprendizaje - La cría y exhibición del Serau Japonés (Capricornis crispus). - Césped de 3 hectáreas - espacio abierto polivalente - Plaza de 1.6 ha - Plaza de Deportes - Pabellón de los Bosques |

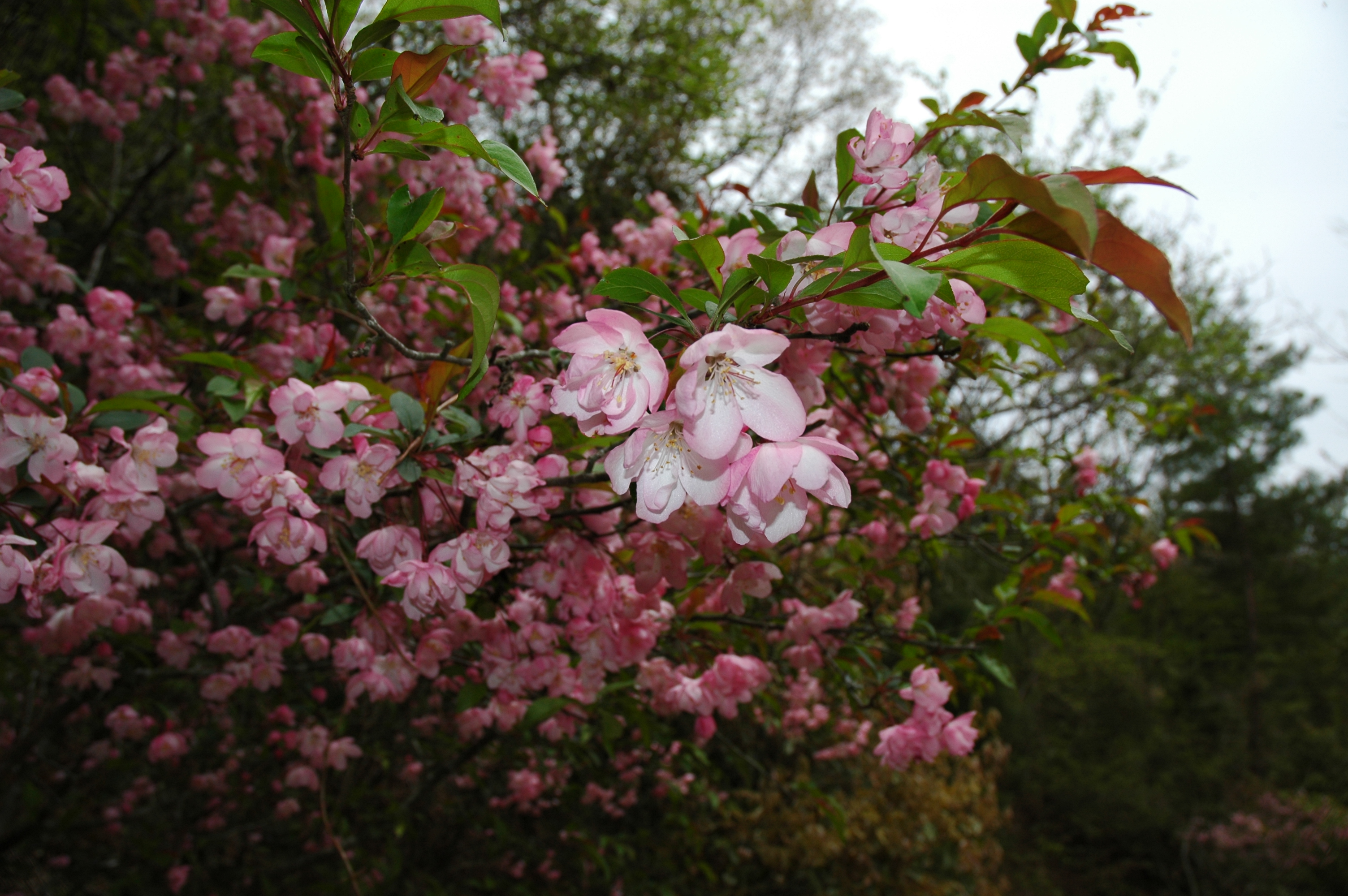
La floración del manzano silvestre (Malus halliana) en el bosque municipal, jardín botánico de Kobe (junio)
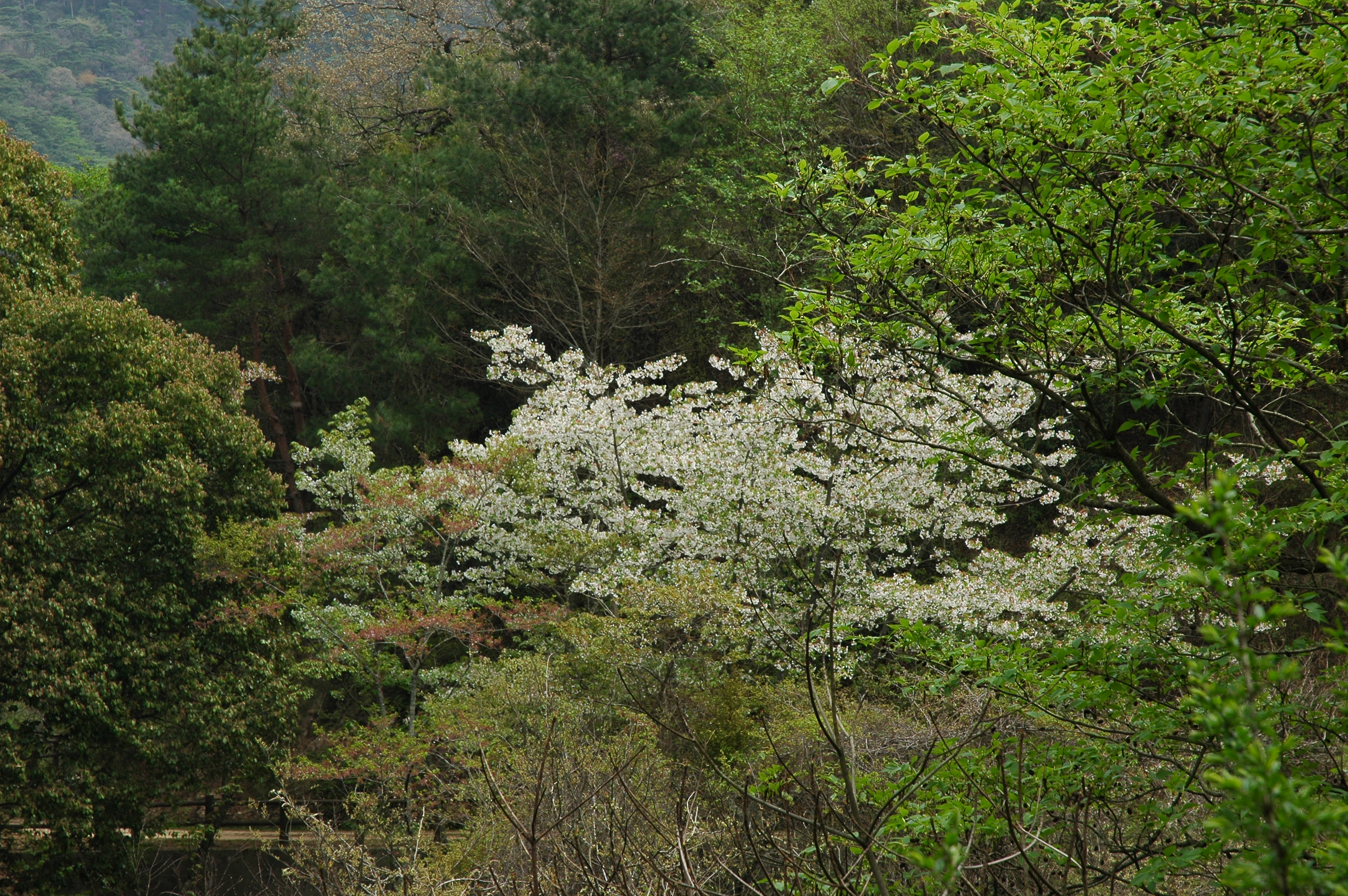
Floración del cerezo (mayo)
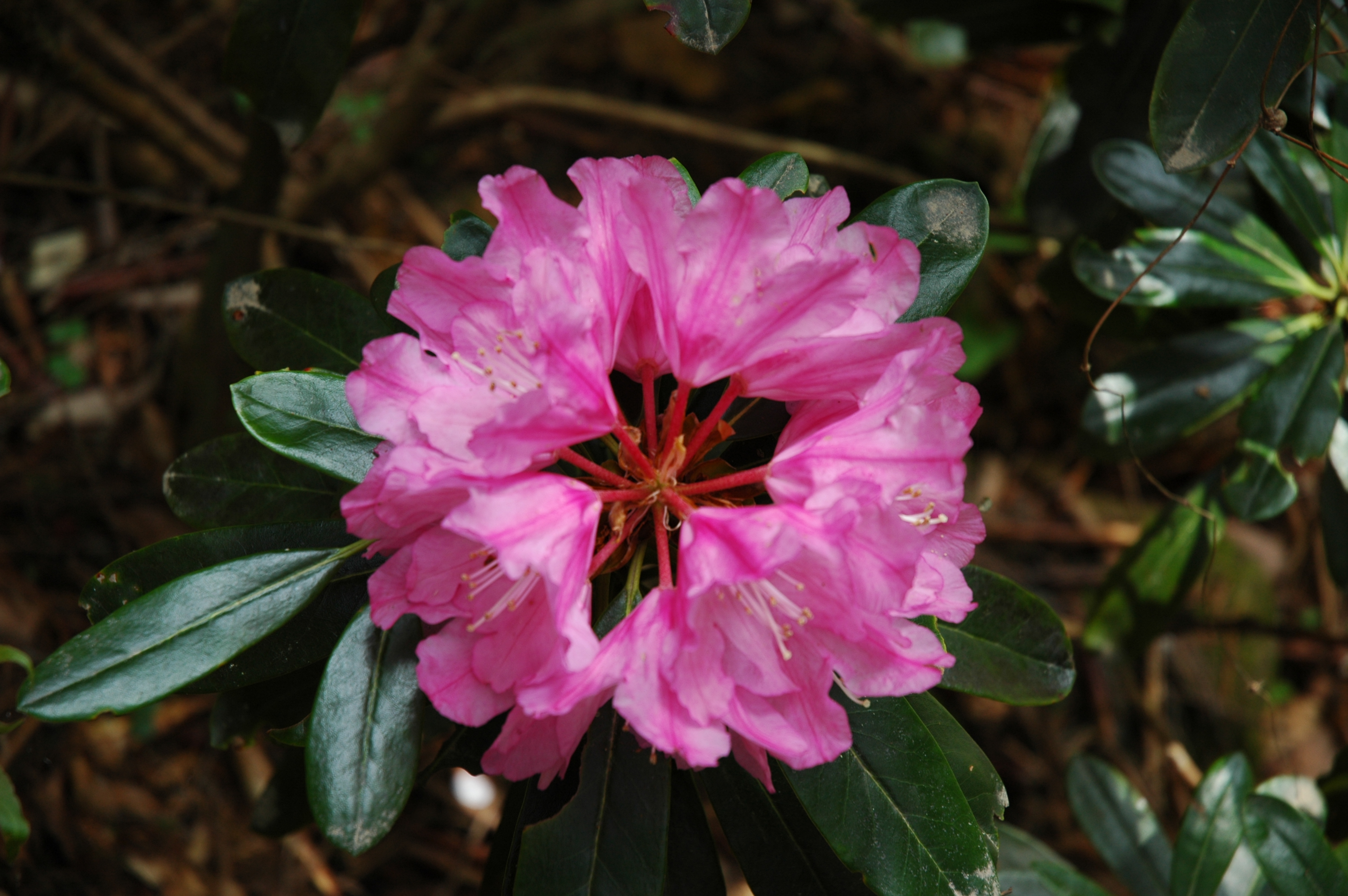
Floración de Rhododendron (junio）
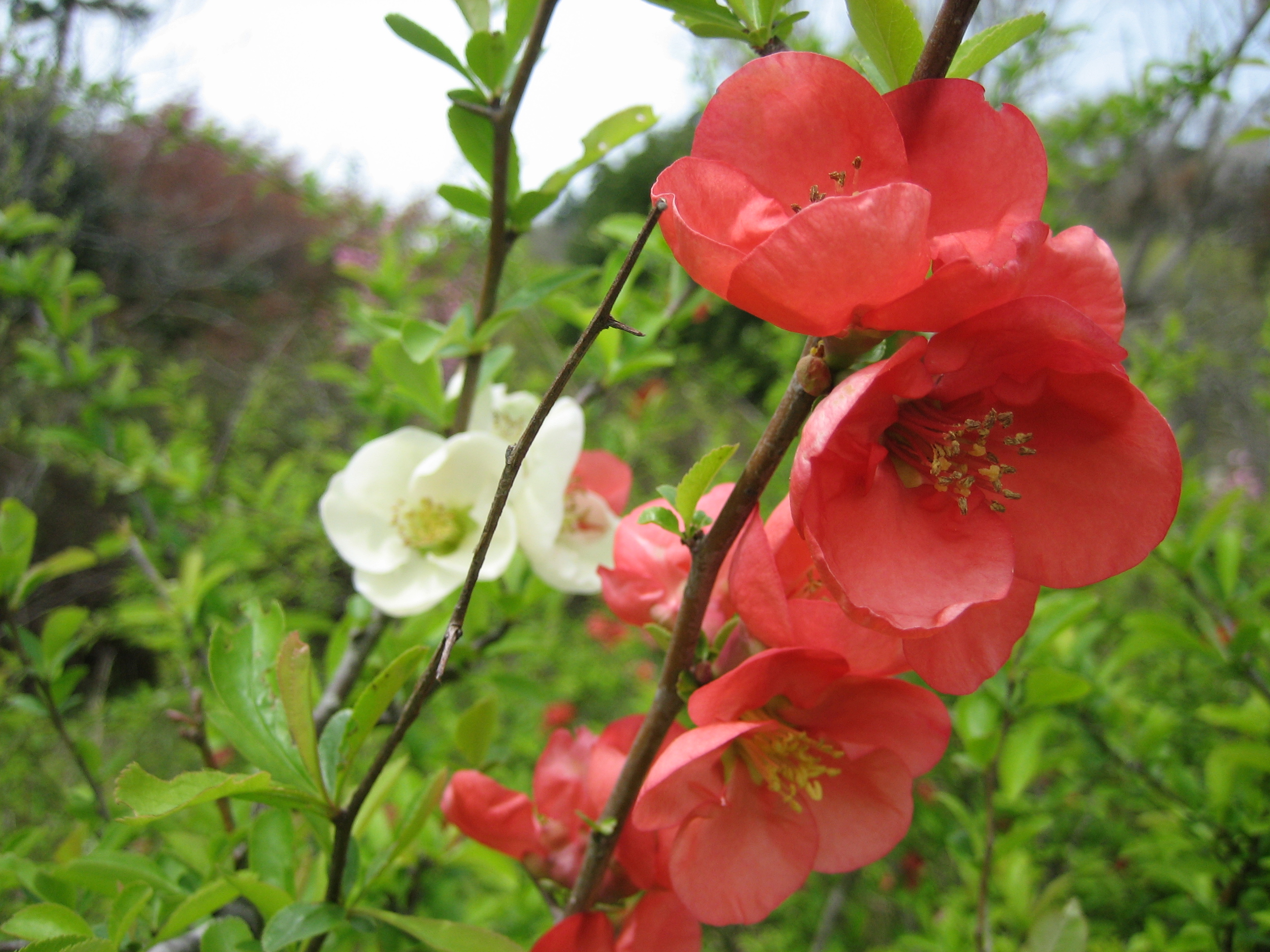
Flores de Chaenomeles (mayo)
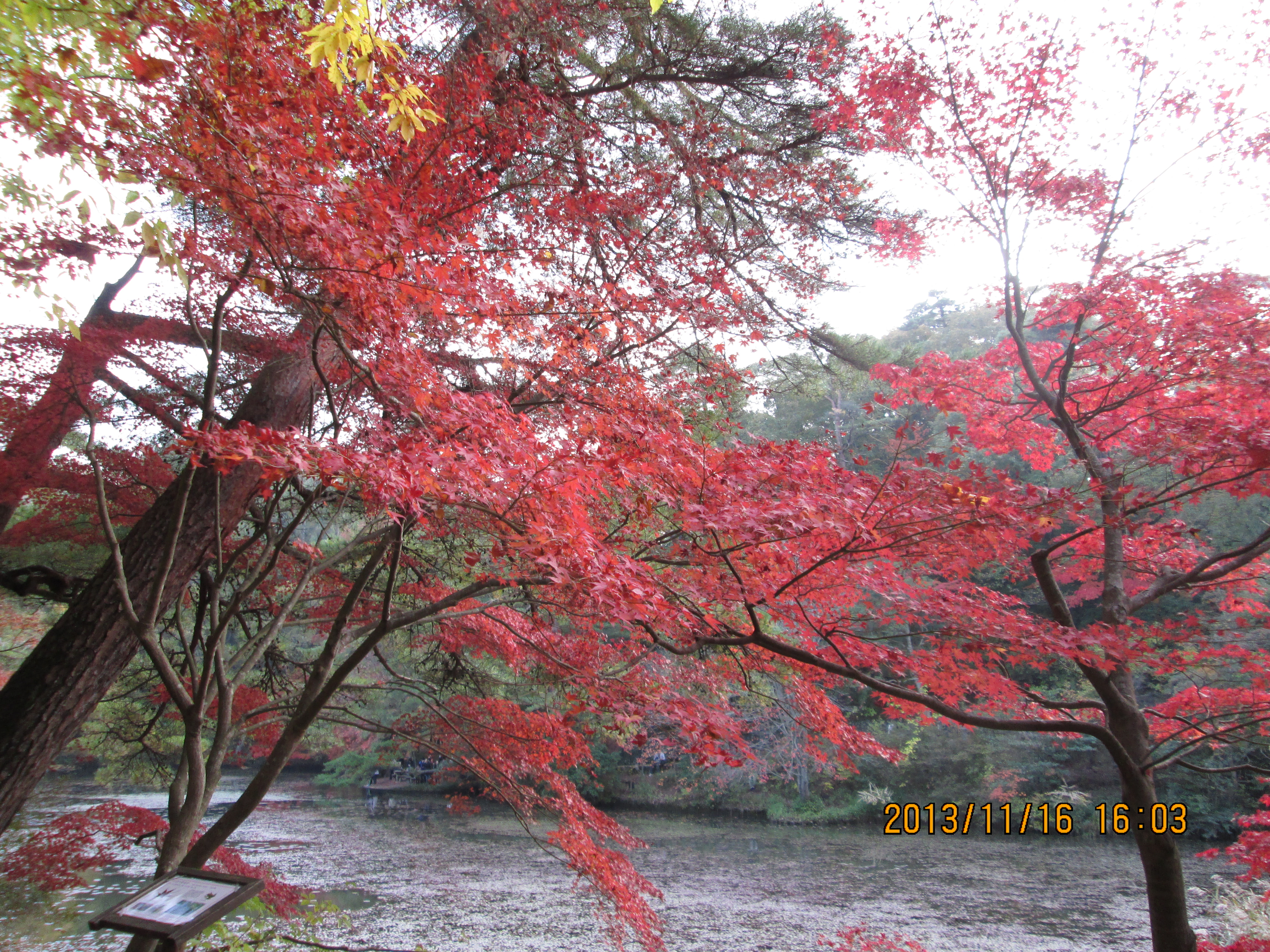
Color de las hojas de arce (octubre)
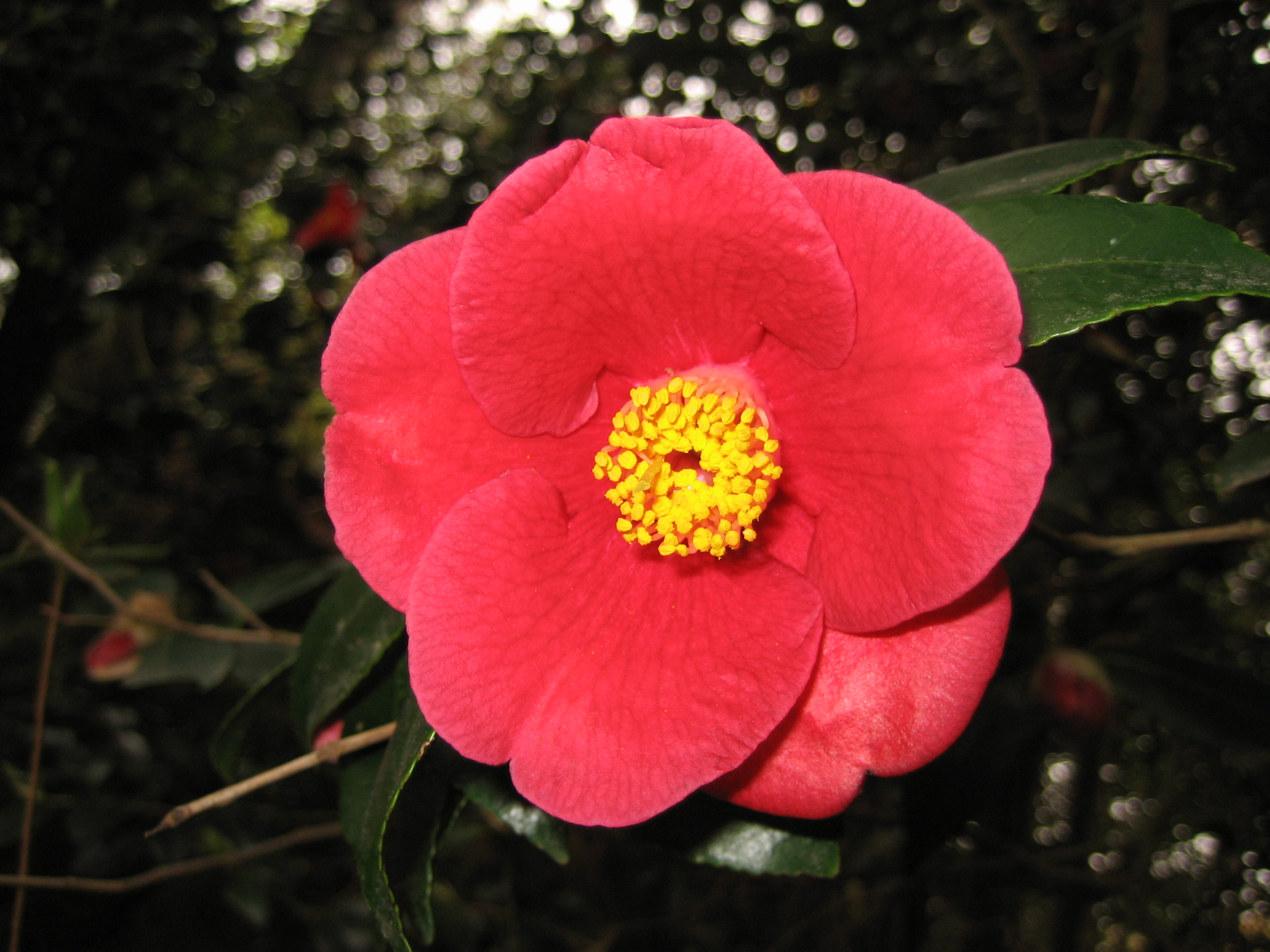
Flor de camelia Arboreto de Kobe (junio)
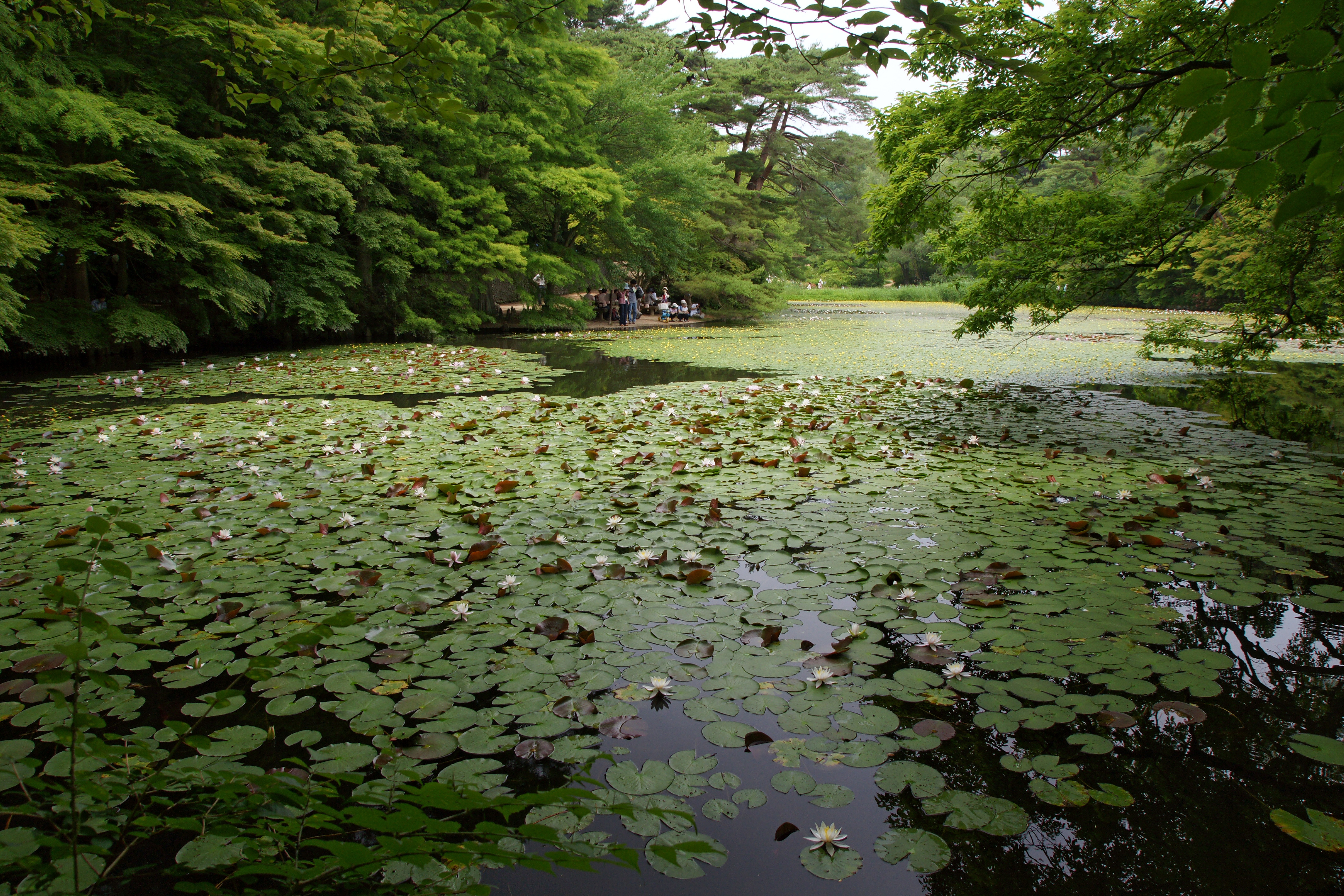
Charca con plantas acuáticas en el bosque municipal, jardín botánico de Kobe.
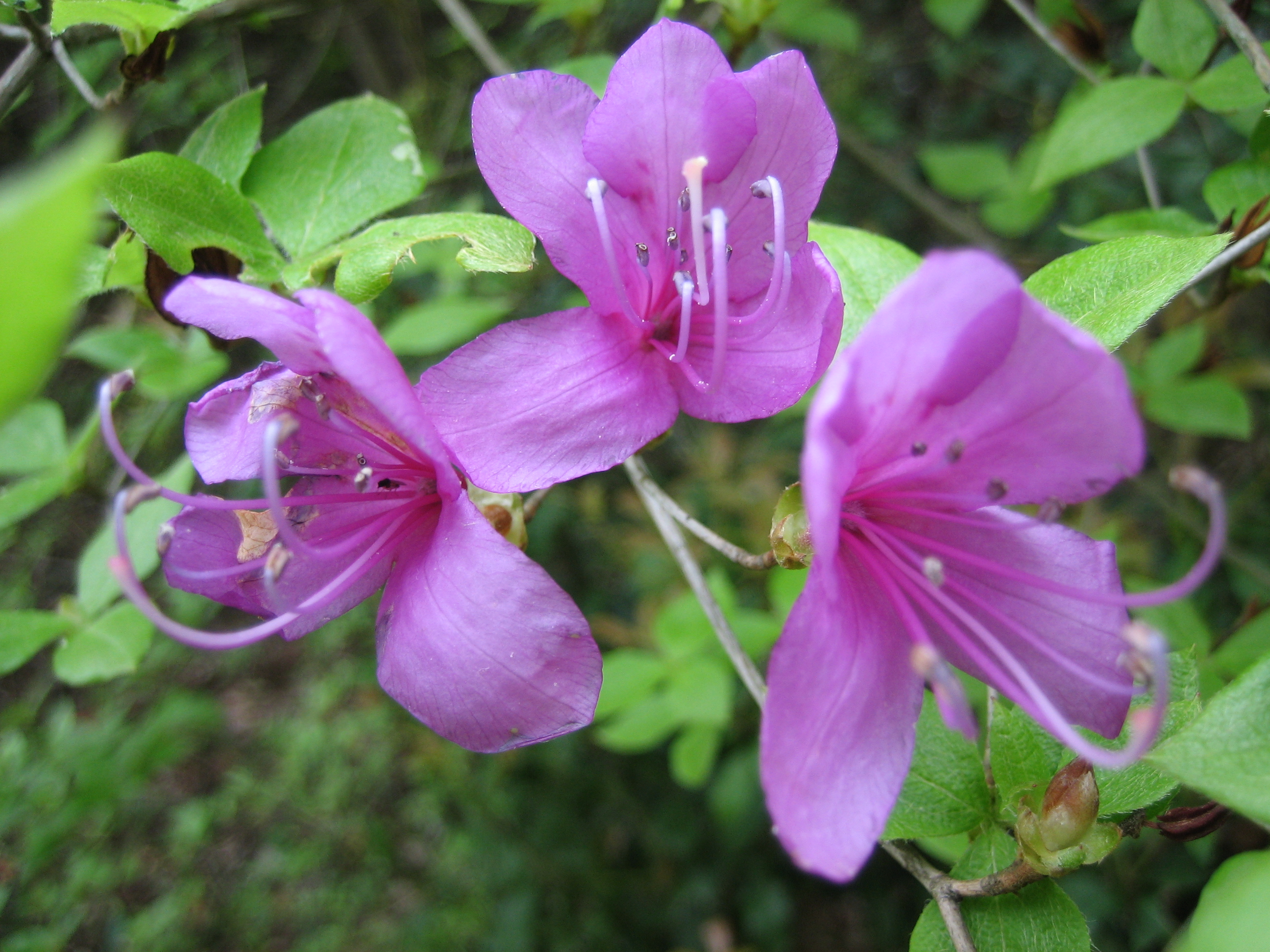
Azaleas en flor en el Arboreto de Kobe (julio)